# SpaceShipTwo
A SpaceShipTwo (SS2) szuborbitális űrrepülőgép, melyet a SpaceShipOne alapján űrturisták szállítására fejleszt a Spaceship Company, a Scaled Composites és a Virgin Group közös cége. A WhiteKnightTwo hordozó repülőgép fedélzetéről indulva szuborbitális űrrepüléseket lehet vele végrehajtani.
A Virgin Galactic űrtársaság öt űrrepülőből álló flotta működtetését tervezi.
2014. október 31-én a Mojave-sivatag feletti kísérleti repülés során rendellenesség lépett fel, amit végzetes robbanás követett és a gép lezuhant. Az egyik pilóta meghalt, a másik súlyosan megsebesült.

## Fejlesztése
A repülőgép fő hajtóművének földi próbáit 2009 májusban sikeresen befejezték.
A SpaceShip Two hibrid hajtóművének repülés közbeni tesztjeit 2013 áprilisában végezték el, melyben az űrrepülő sikeresen elérte a hangsebességet és mintegy 16 ezer méter magasra emelkedett.

## Elkészült és tervezett űrrepülőgépek
| 1. VSS Enterprise (N339SS)                     | egy tesztrepülés során megsemmisült     |
| 2. VSS Unity(korábban VSS Voyager) (N202VG)    | elkészült, hajtóműves tesztepülés alatt |
| 3. VSS Columbia                                | tervezett                               |
| 4. Nincs elnevezve - nem hivatalosan Discovery |                                         |
| 5. Nincs elnevezve                             |                                         |

A VSS a Virgin Space Ship rövidítése.

## Űrrepülőterek
A SpaceShipTwo tesztrepüléseit a Mojave Űrreptéren végezték. Később a 200 millió dolláros, részben állami finanszírozású új-mexikói America Űrreptérről (hivatalosan: Délnyugati Regionális Űrreptér) indítják az űrjáratokat.
Űrrepülőterek létesítését tervezik Svédország, Szaúd-Arábia és Skócia területén is.

## Utasok
A jegyek ára jelenleg 200 000 $. A befizetett előlegek alapján az utasoknak 3 kategóriája van:
- Az első 100 utast "alapító"-nak nevezik. Ők már a teljes árat befizették, a helyek elkeltek.
- További 900 utast "úttörő"-nek nevezik. Náluk az előleg mértéke 100-175 000 $.
- Az első 1000 utas feletti jelentkezőket "hajózó"-nak nevezik. Az ő előlegük 20 000 $.

## Lásd még
- SpaceShipOne